# غوردون بالش نيفين
غوردون بالش نيفين (بالإنجليزية: Gordon Balch Nevin)‏ هو ملحن أمريكي، ولد في 19 مايو 1892، وتوفي في 15 نوفمبر 1943.

## وصلات خارجية
- غوردون بالش نيفين على موقع ميوزك برينز (الإنجليزية)
- غوردون بالش نيفين على موقع ديسكوغز (الإنجليزية)